# Tauraco persa
El turaco de Guinea (Tauraco persa) o turaco verde es una especie de ave Musophagiformes de la familia Musophagidae que puebla los bosques tropicales del África ecuatorial desde Angola hasta Senegal.

## Taxonomía
Esta especie fue descrita por primera vez por el naturalista sueco Carlos Linneo a partir de una ejemplar de Ghana en 1.758. Se conocen tres subespecies:
- T. p. buffoni (Vieillot, 1819) - desde Senegambia a Liberia.

- T. p. persa (Linnaeus, 1758) -  desde Costa de Marfil hasta Ghana y Camerún.
- T. p. zenkeri (Reichenow, 1896) - del sur de Camerún a Gabón, norte de Angola, Congo y noroeste de Zaire.

## Descripción
El turaco de Guinea mide aproximadamente 40–43 cm de largo, incluida una larga cola. El peso puede alcanzar 225–290 g. El plumaje es, en gran parte, verde y azul brillante; y la cola y las alas son de color púrpura oscuro, a excepción de las plumas primarias carmesí que son muy distintivas durante el vuelo. En la cabeza está presente una cresta verde semicircular eréctil. En los ojos hay manchas blancas y el anillo ocular es de color rojo. El pico es grueso y rojo.
En la subespecie más occidental, (Tauraco persa buffoni), que a veces se conoce como el turaco de Buffon, hay una línea blanca encima del ojo y una línea negra debajo. En la subespecie nominal (Tauraco persa persa) de la parte central de su rango y en la subespecie (Tauraca persa zenkeri) del sureste también hay una segunda línea blanca en el ojo debajo de la línea negra. Esta especie carece del borde blanco en la cresta, a diferencia de turacos similares con el pico rojo, lo que ayuda a distinguir esta especie de otra.

## Distribución y hábitat

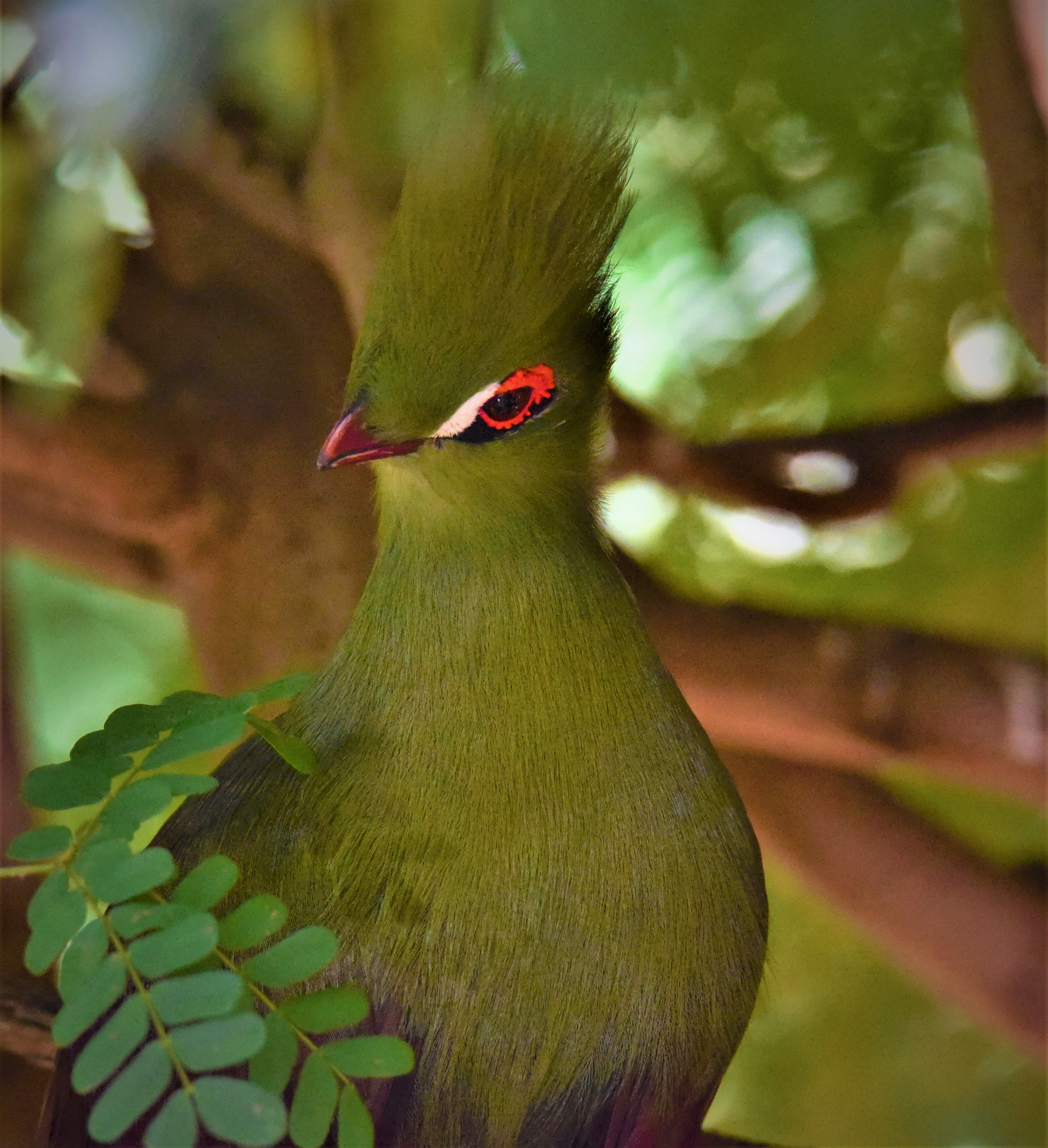
Tauraco persa en Senegal.

El turaco de Guinea tiene un área de distribución extremadamente grande y una población estable. Se puede encontrar en los bosques de África occidental y central, que van desde el este de Senegal a la RD del Congo y hacia el sur hasta el norte de Angola.
Esta especie habita principalmente bosques tropicales de hasta 1.100 m de altitud. También puede aventurarse en sabanas y matorrales en algunas zonas, aunque no son sus biomas preferidos.

## Comportamiento
El turaco de Guinea es una especie normalmente sedentaria y territorial que vive en parejas o en grupos pequeños. Pasa la mayor parte del tiempo en la copa de los árboles buscando alimento, descansando y socializando. Desciende al suelo en contadas ocasiones, normalmente para alimentarse o beber. No suele volar grandes distancias y solo utiliza el vuelo para desplazarse entre árboles o ramas, aunque prefiere desplazarse mediante carreras y saltos entre las ramas. 
Estas aves se alimentan de una gran variedad de frutas tropicales silvestres y cultivadas pero también de flores y brotes, y a veces insectos. 
La temporada de cría varía según la zona pero suele coincidir con la estación de lluvias. Los turacos de Guinea son monógamos y ambos padres participan en la incubación y crianza de los polluelos. Construyen los nidos en la parte alta de los árboles y son estructuras no muy firmas hechas con palos y otra materia vegetal. La hembra pondrá dos huevos que se incubarán durante alrededor de 20 días. Los polluelos nacen con los ojos abiertos y cubiertos de un plumón pardo. Permanecerán durante las primeras 2-3 semanas explorando torpemente los alrededores del nido. Con 4 o 5 semanas ya serán capaces de volar y abandonarán el nido aunque seguirán bajo el cuidado paterno.

## Conservación
Catalogada por la UICN como preocupación menor debido a la gran extensión de su área de distribución y a que la población se estima que permanece estable. Se encuentra amenazada por la destrucción de su hábitat y por el comercio ilegal de especies exóticas.